# Fusō (Schiff, 1915)
Die Fusō (jap. 扶桑) war ein Schlachtschiff der kaiserlich-japanischen Marine.
Sie und ihr Schwesterschiff Yamashiro galten als Japans erste „Super-Dreadnoughts“, da sie wie ihre Vorgänger der Kongō-Klasse mit 35,6-cm-Geschützen ausgerüstet worden waren, deren Anzahl aber von acht auf zwölf gesteigert worden war.
Fusō ist die japanische Aussprache einer mythologischen chinesischen Bezeichnung, Fusang, für Japan.

## Geschichte

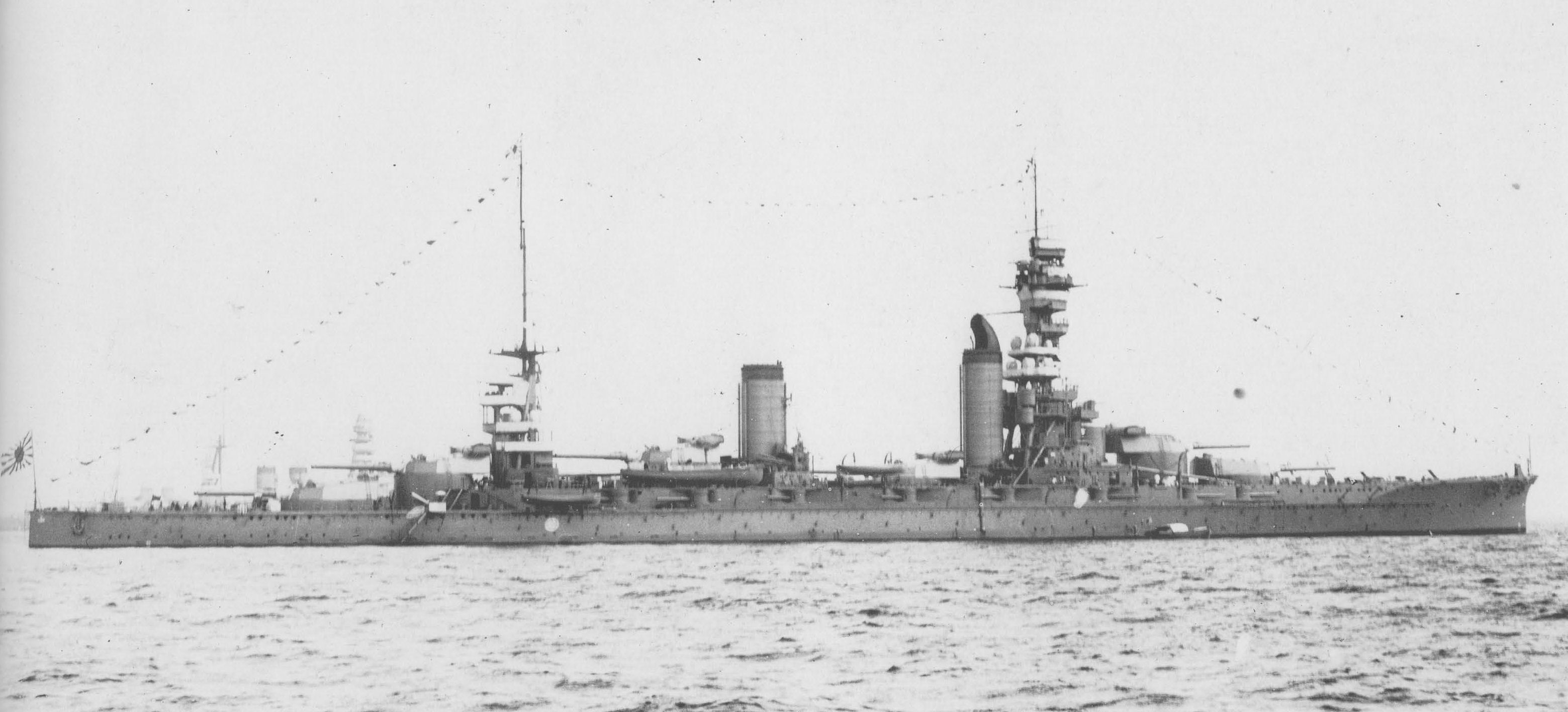
Fusō 1928 vor Yokohama.

Während die Geldmittel für die Fusō 1911 bewilligt wurden, konnte die Erlaubnis für den Bau der Yamashiro erst 1913 erteilt werden.

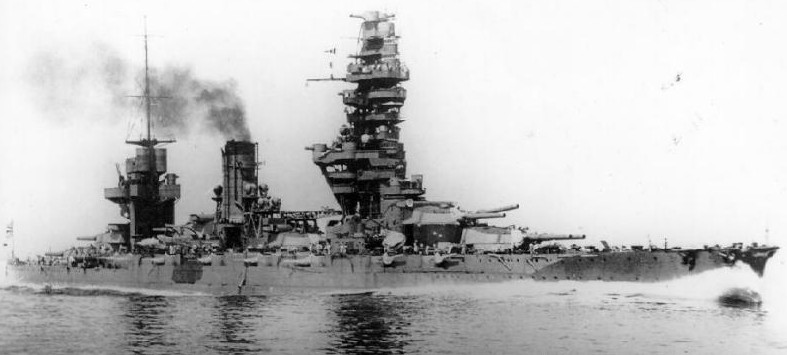
Die Fusō nach der Modernisierung 1933 mit nur noch einem Schornstein

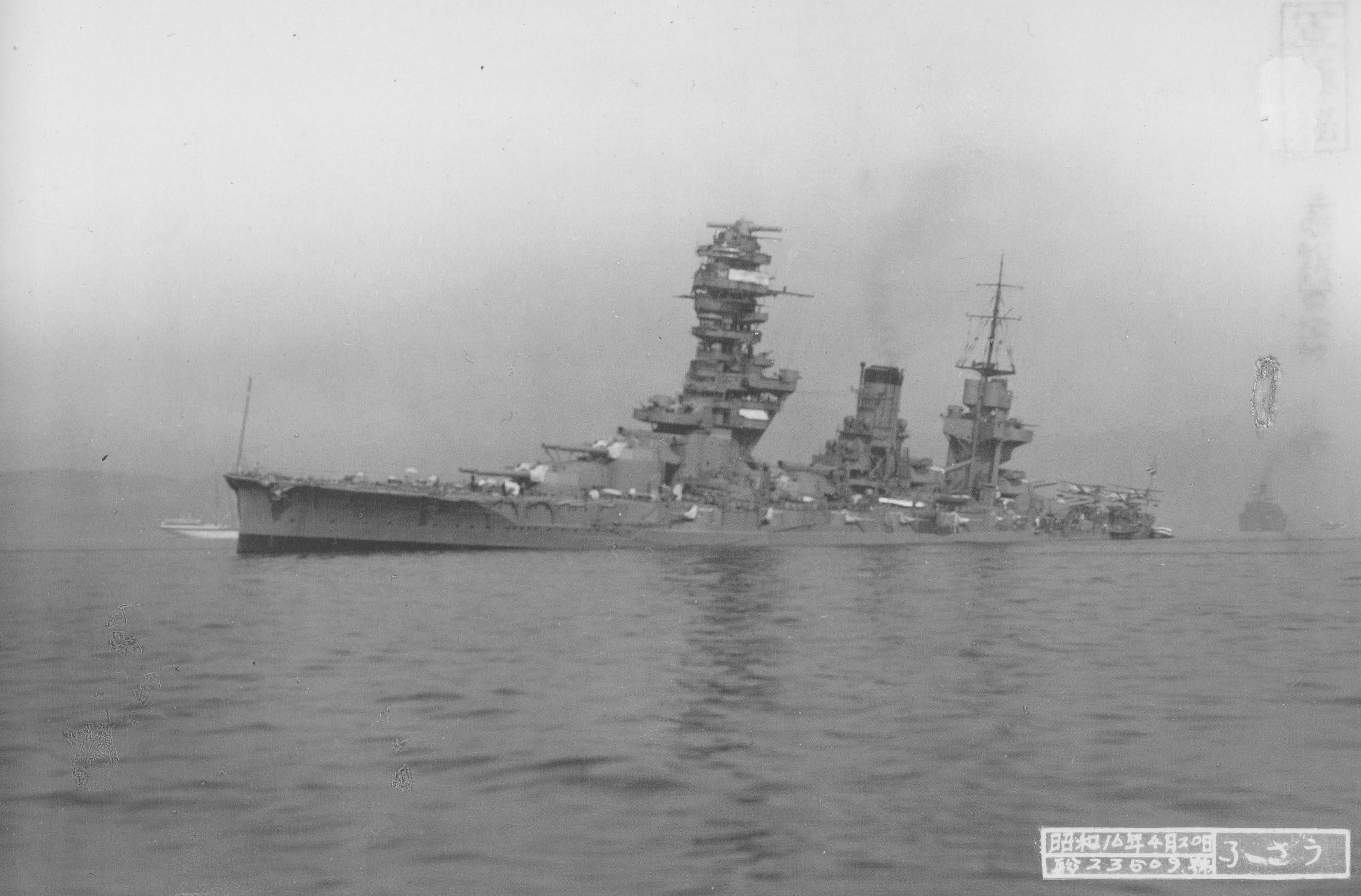
Die Fusō 1941 während eines Krängungsversuchs

Die Fusō wurde bereits am 11. März 1912 auf Kiel gelegt. Der Stapellauf war am 28. März 1914, und die Kaiserlich Japanische Marine konnte das Schlachtschiff am 8. November 1915 in Dienst stellen. Die beiden Schiffe der Fusō-Klasse trugen jeweils sechs schwere 35,6-cm-Zwillingstürme, jeweils zwei Türme vorne und achtern überhöht und zwei Türme im Mittelschiff. Die Originalmaschinen waren vier Brown-Curtiss-Turbinen, die aus 24 Mijabara-Kesseln 40.000 PS auf die vier Schrauben brachten. Das reichte für eine Geschwindigkeit von 23 Knoten.

### Modernisierung
Da auf den internationalen Flottenkonferenzen von Washington (1922) und London (1930) ein Moratorium für den Neubau von Großkampfschiffen bis 1936 vereinbart worden war, wurden sämtliche Großkampfschiffe der japanischen Marine umgebaut und modernisiert. Die Schiffe der Fusō-Klasse wurden dabei über das Heck um 7,60 m verlängert. Durch den Anbau von Torpedowulsten wuchs die Breite des Schlachtschiffs um vier Meter an. Die horizontale Panzerung wurde von 32 bis 51 mm auf 51 bis 98 mm verstärkt. Die Höhenrichtwinkel der schweren Artillerie wurden von 30° auf 43° und die der Mittelartillerie von 15° auf 30° gesteigert. Die seitlichen Unterwasser-Torpedorohre wurden wegen des Wulstanbaus entfernt.
Die 24 alten kohlebeheizten Mijabara-Kessel wurden durch sechs neue Kanpon-Kessel und die vier Brown-Curtiss-Turbinen durch vier Kanpon-Turbinen ersetzt. Durch die neue platzsparendere Antriebsanlage konnte die Antriebsleistung auf 76.889 PS gesteigert werden. Damit erreichte die Fusō dann eine Geschwindigkeit von 25 Knoten.
Dieser Totalumbau veränderte das Aussehen der Fusō-Klasse erheblich. Der vordere Schornstein fiel weg und sie erhielten einen neuen pagodenförmigen Turmmast. Auf der Yamashiro nahm dieser Turmmast durch einen Anbau mehr Platz in Anspruch als auf der Fusō. Dadurch zeigte der Turm „C“ der Yamashiro in Zurrstellung achteraus, bei der Fusō jedoch immer noch in Fahrtrichtung. Das Katapult für die Aufklärungsflugzeuge war bei der Yamashiro auf der Steuerbordschanz angeordnet, während es sich bei der Fusō zunächst auf Turm C befand und erst 1941 ebenfalls aufs Achterschiff verlegt wurde. Der Gürtelpanzer, der an den Schiffsseiten den Schutz vor Flachbahnfeuer und Torpedoangriffen verstärken sollte, war bei der Yamashiro gegenüber ihrem Schwesterschiff Fusō verlängert worden und schützte jetzt auch den Rudermaschinenraum.

### Pazifikkrieg
Beide Schiffe nahmen am Zweiten Weltkrieg teil. Während der Midway-Operationen waren Fusō und Yamashiro als Fernsicherung der Aleuten-Landungen eingesetzt. In den ersten Kriegsjahren beschränkten sich die Aufgaben der Fusō, die als zu langsam für den Einsatz mit schnellen Flugzeugträgern galt, auf die Ausbildung von Rekruten und die Durchführung und Sicherung von Truppentransporten. Erst als die Front 1943/44 näher rückte und die Masse der japanischen Flugzeugträgerflotte bei Midway und den Marianen vernichtet worden war, wurden die Yamashiro und Fusō, entsprechend den japanischen Möglichkeiten, aufgerüstet. Die Fusō erhielt ein Luft-, ein Oberflächensuchradar sowie ein einfaches Feuerleitradar. Dazu wurde eine frühe Form eines auf Infrarotlicht basierenden Freund-/Feinderkennungssystems installiert. Die Flugabwehrbewaffnung wurde drastisch verstärkt, gerade im Bereich der leichtesten Waffen.

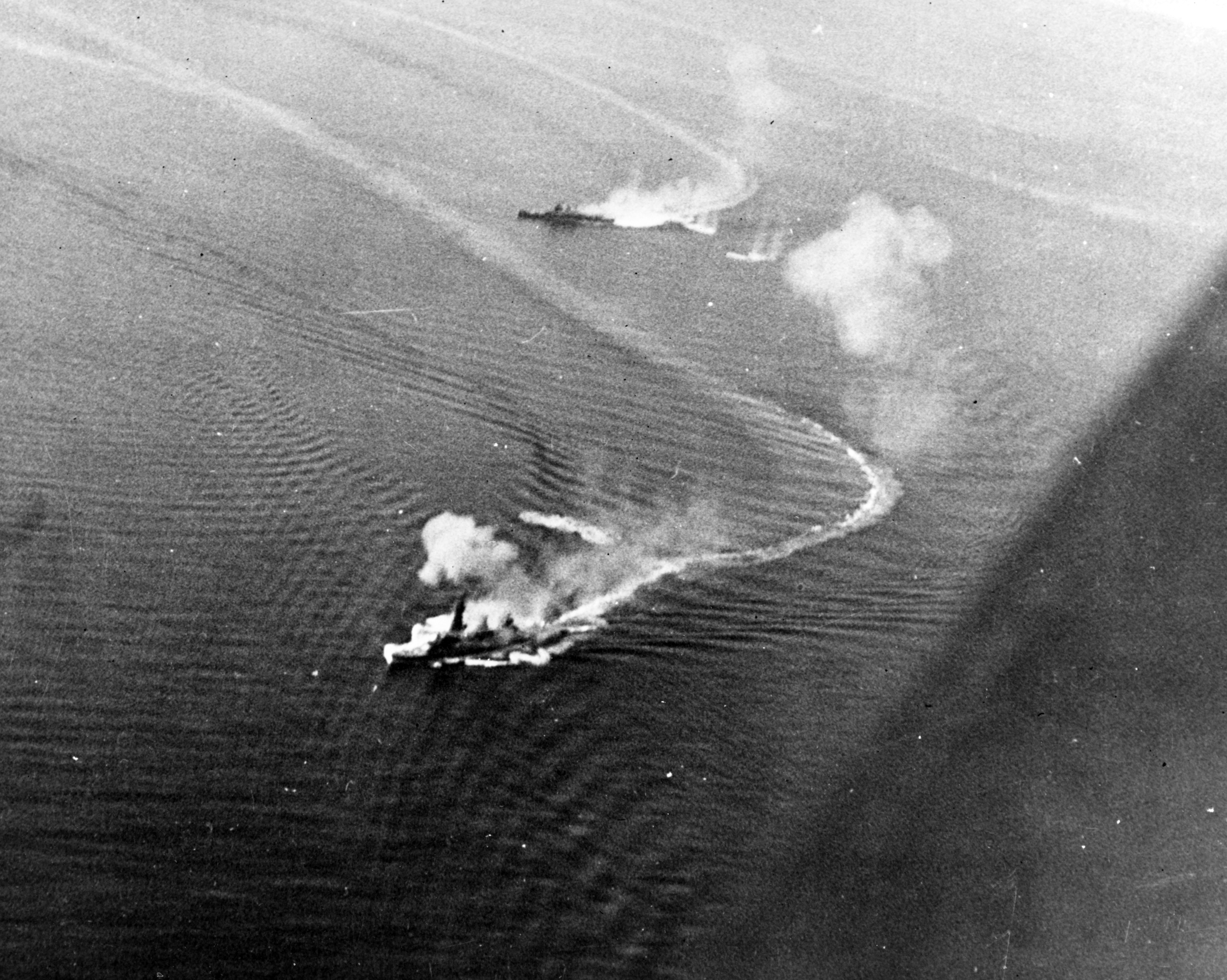
Beim Anmarsch auf die Surigao-Straße von amerikanischen Flugzeugen angegriffen, haben die Fusō (im Vordergrund) und ein Schwerer Kreuzer eine 90°-Kursänderung nach Steuerbord durchgeführt.

### Versenkung
Fusō und Yamashiro waren der Kern von Admiral Nishimuras Verband, der am frühen Morgen des 25. Oktobers 1944 in der Straße von Surigao auf einen Sicherungsverband aus US-Schlachtschiffen, Kreuzern, Zerstörern und Schnellbooten traf. Bereits während des Anmarsches wurde der Flottenverband jedoch entdeckt und von amerikanischen Trägerflugzeugen noch in der Sulusee angegriffen. Die Fusō erhielt einen Bombentreffer auf dem Achterschiff, der ein Feuer auslöste, was wiederum die Aufklärungsflugzeuge des Schiffes zerstörte.
In der Nacht gelang es zunächst, mehrere Angriffe von amerikanischen Schnellbooten und Zerstörern abzuweisen. Die Yamashiro versenkte dabei das US-Schnellboot PT-493, wurde aber von zwei Torpedos von US-Zerstörern getroffen. Die Fusō erhielt zwei Torpedotreffer des Zerstörers Melvin an Steuerbord, einen auf Höhe von Turm „A“ und einen auf Höhe des vorderen Kesselraums, und musste brennend aus der Schlachtformation ausscheren. Ihr Bug schnitt unter, und etwa eine halbe Stunde später kenterte die Fusō nach Steuerbord und ging schließlich über den Bug unter.
Obwohl der Befehl, das Schiff zu verlassen, noch gegeben worden war, breitete sich schnell brennendes Öl um das sinkende Wrack aus und tötete im Wasser schwimmende Überlebende. Die Matrosen, die sich noch vom Schiff hatten entfernen können, weigerten sich entweder, von den Amerikanern gerettet zu werden, oder fielen später Eingeborenen auf den umliegenden Inseln zum Opfer, so dass die Besatzung der Fusō, mit wenigen Ausnahmen, bei der Schlacht und in den folgenden Tagen ums Leben kam.
Das Wrack wurde am 25. November 2017 vom Forschungsschiff Petrel in der Straße von Surigao auf einer Tiefe von 185 Metern entdeckt.

## Liste der Kommandanten
| Nr. | Name                                             | Beginn der Amtszeit | Ende der Amtszeit  | Bemerkungen                                                   |
| --- | ------------------------------------------------ | ------------------- | ------------------ | ------------------------------------------------------------- |
| 1.  | Kapitän zur See Satō Kōzō                        | 8. November 1915    | 13. Dezember 1915  | seit 26. Februar 1915 mit der Baubelehrung betraut            |
| 2.  | Kapitän zur See Mukai Yaichi                     | 13. Dezember 1915   | 1. Dezember 1916   |                                                               |
| 3.  | Kapitän zur See Yamaoka Toyokazu                 | 1. Dezember 1916    | 1. Dezember 1917   |                                                               |
| 4.  | Kapitän zur See Takeuchi Shigetoshi              | 1. Dezember 1917    | 1. Dezember 1918   |                                                               |
| -   | Kapitän zur See Ikuno Tarohachi                  | 1. Dezember 1918    | 1. April 1919      | Kommandant der Aki, mit der Wahrnehmung der Geschäfte betraut |
| 5.  | Kapitän zur See Shimanouchi Kanta                | 1. April 1919       | 20. November 1919  |                                                               |
| 6.  | Kapitän zur See Otani Koshiro                    | 20. November 1919   | 20. November 1920  |                                                               |
| 7.  | Kapitän zur See Oishi Shokichi                   | 20. November 1920   | 1. Dezember 1921   |                                                               |
| 8.  | Kapitän zur See Kanna Norikazu                   | 1. Dezember 1921    | 1. Dezember 1922   |                                                               |
| 9.  | Kapitän zur See Kagara Otohiko                   | 1. Dezember 1922    | 1. Dezember 1923   |                                                               |
| 10. | Kapitän zur See Shiraishi Nobunari               | 1. Dezember 1923    | 18. Juli 1924      |                                                               |
| 11  | Kapitän zur See Yonai Mitsumasa                  | 18. Juni 1924       | 10. November 1924  |                                                               |
| 12. | Kapitän zur See Takahashi Sankichi               | 10. November 1924   | 1. Dezember 1925   |                                                               |
| 13. | Kapitän zur See Hamano Eijiro                    | 1. Dezember 1925    | 1. November 1926   |                                                               |
| 14. | Kapitän zur See Sugiura Masao                    | 1. November 1926    | 20. August 1927    |                                                               |
| 15. | Kapitän zur See Ichimura Hisao                   | 20. August 1927     | 10. Dezember 1928  |                                                               |
| 16. | Kapitän zur See Ikeda Takeyoshi                  | 10. Dezember 1928   | 30. November 1929  |                                                               |
| 17. | Kapitän zur See Kurata Tadashi                   | 30. November 1929   | 1. Dezember 1930   |                                                               |
| 18. | Kapitän zur See Sugisaka Teijiro                 | 1. Dezember 1930    | 1. Dezember 1931   |                                                               |
| 19. | Kapitän zur See Machida Shinichiro               | 1. Dezember 1931    | 1. Dezember 1932   |                                                               |
| 20. | Kapitän zur See Araki Sadaaki                    | 1. Dezember 1932    | 15. November 1934  |                                                               |
| 21. | Kapitän zur See Iwamura Seiichi                  | 15. November 1934   | 15. November 1935  |                                                               |
| 22. | Kapitän zur See Kusaka Jin'ichi                  | 15. November 1935   | 1. Dezember 1936   |                                                               |
| 23. | Kapitän zur See Yoshida Tsunemitsu               | 1. Dezember 1936    | 26. Januar 1937    |                                                               |
| 24. | Kapitän zur See Takasaki Takeo                   | 26. Januar 1937     | 1. Dezember 1937   |                                                               |
| 25. | Kapitän zur See Abe Hiroaki                      | 1. Dezember 1937    | 25. April 1938     |                                                               |
| 26. | Kapitän zur See Fujita Ruitaro                   | 25. April 1938      | 15. November 1938  |                                                               |
| 27. | Kapitän zur See Kishi Fukuji                     | 15. November 1938   | 1. November 1939   |                                                               |
| 28. | Kapitän zur See Yamaguchi Gisaburo               | 1. November 1939    | 15. November 1939  |                                                               |
| 29. | Kapitän zur See Sato Tsutomu                     | 15. November 1939   | 15. Oktober 1940   |                                                               |
| 30. | Kapitän zur See Kawano Chimaki                   | 15. Oktober 1940    | 15. September 1941 |                                                               |
| 31. | Kapitän zur See Kinoshita Mitsuo                 | 15. September 1941  | 5. Dezember 1942   |                                                               |
| 32. | Kapitän zur See Komura Keizō                     | 5. Dezember 1942    | 1. Juni 1943       |                                                               |
| 33. | Kapitän zur See/Konteradmiral Tsuruoka Nobumichi | 1. Juni 1943        | 23. Februar 1944   |                                                               |
| 34. | Kapitän zur See/Konteradmiral Ban Masami         | 23. Februar 1944    | 25. Oktober 1944   | mit dem Schiff untergegangen                                  |

## Belege und Verweise